# Medinodexia orientalis
Medinodexia orientalis är en tvåvingeart som beskrevs av Hiroshi Shima 1979. Medinodexia orientalis ingår i släktet Medinodexia och familjen parasitflugor.
Artens utbredningsområde är Thailand. Inga underarter finns listade i Catalogue of Life.